# Charles Broom
Charles Broom (St. Albans, 24 de abril de 1998) es un tenista profesional británico.

## Trayectoria
Desde Hertfordshire, Broom asistió a la escuela St. Albans. Fue al Dartmouth College en Hanover, Nuevo Hampshire, seguido de la Universidad Baylor, donde completó una maestría en Pedagogía Deportiva.

## Títulos ATP Challenger (2; 0+2)

### Dobles (2)
| Nr. | Fecha                | Torneo              | Superficie | Pareja          | Finalistas                          | Resultado Final  |
| --- | -------------------- | ------------------- | ---------- | --------------- | ----------------------------------- | ---------------- |
| 1.  | 26 de mayo de 2024   | Kachreti            | Dura       | Ben Jones       | Evgeny Karlovskiy Evgenii Tiurnev   | 3-6, 6-1, [10-8] |
| 2.  | 17 de agosto de 2024 | Grodzisk Mazowiecki | Dura       | David Stevenson | Daniel Cukierman Johannes Ingildsen | 6-3, 7-6(3)      |